# USIM-карта
USIM-карта (от англ. Universal Subscriber Identity Module) — расширенный стандарт SIM-карты (Subscriber Identity Module), принятый в рамках UMTS (Universal Mobile Telecommunications System), европейского стандарта мобильной связи третьего поколения (3G).

## Связанные стандарты
Кроме USIM в рамках UMTS приняты:
- UICC (Universal Integrated Circuit Card) — расширенный стандарт микропроцессорной карты (смарт-карты, ICC-карты) для реализации USIM.
- UPIN-код — расширенный стандарт PIN-кода
- UPUK-код — расширенный стандарт PUK-кода

и другое

## Основные функции USIM
- взаимодействие с сетью стандартов GSM, UMTS.
- аутентификация (установление подлинности USIM — к сети и сети — к USIM);
- обеспечение норм безопасности (конфиденциальность данных пользователя, шифрование и обеспечение целостности данных, хранение ключей аутентификации и шифрования PKI, определение различных уровней безопасности);
- выбор и обеспечение услуг, предоставляемых через мобильную сеть (получение списка услуг, проверка полномочий доступа, управление персонализацией услуг, информация об их кредитной стоимости, вычисление стоимости услуг в выбранной валюте, информация о местоположении пользователя в виде временного идентификатора мобильного пользователя — TMSI, информация о режиме работы (тип сети, оборудования), фиксация времени звонка, список имен точек доступа, настраиваемое меню, идентификация изображений (формат, параметры разрешения), поддержание синхронизации с внешними базами данных;
- телефонная книга (500 телефонных номеров, номера факса, телефонов экстренных вызовов, адреса электронной почты, операции выбора номеров из телефонной книги, параметры вызовов);
- данные пользователя (класс контроля управления доступом с учетом приоритета и т. п.);
- параметры сети (несущие частоты сот и т. п.);

## В USIM содержатся
- алгоритмы и данные для взаимодействия с сетями стандартов GSM, UMTS;
- алгоритмы и ключи идентификации;
- телефонная книга;
- подписные данные на услуги;
- данные пользователя;